# 18-й бомбардировочный авиационный полк
18-й бомбардировочный авиационный Краковский Краснознамённый ордена Богдана Хмельницкого полк, он же 18-й ближнебомбардировочный авиационный полк, 18-й скоростной бомбардировочный авиационный полк — воинская часть вооружённых СССР в Великой Отечественной войне.

## История
Полк сформирован до 1939 года. Принимал участие в Зимней войне, будучи вооружённым самолётами СБ. В мае 1941 года начал получать Пе-2. На начало войны находится в Кутаиси.
В составе действующей армии во время ВОВ c 16 ноября 1941 по 25 августа 1942, с 9 июля 1943 по 8 сентября 1944 и с 12 ноября 1944 по 11 мая 1945 года.
По директиве Ставки ВГК от 6 октября 1941 года полк, в составе 20 СБ, перебазировался в район Ундола.
С декабря 1941 года по август 1942 года действовал в районах Погостье, Кириши, Чудово. В августе 1942 года полк был выведен на укомплектование, где находится вплоть до лета 1943 года.
В ходе Белгородско-Харьковской операции с 3 августа 1943 года полк нанёс удары по резервам противника в районах Томаровки, Борисовки, Гайворона, в августе-сентябре 1943 года нанёс удары на территории Харьковской и Сумской областей. В течение осени-зимы 1943 года действовал непосредственно в районе Киева, затем Житомира и далее.
Летом 1944 года принял участие в Львовско-Сандомирской операции. В один из дней при нанесении эшелонированного удара по вражеским резервам в районе Львова группой истребителей противника была уничтожена почти полностью одна из эскадрилий полка. Вёл бои за Сандомирский плацдарм.
Во второй половине августа 1944 года полк перебазировался в район Перемышля на полевой аэродром Поздяч и поступил в резерв.
С января 1945 года принимал участие в Висло-Одерской операции, первые вылеты в ходе операции 16 января 1945 года совершил на железнодорожный узел Освенцим. Продолжает поддержку войск фронта в битве на Одере, в марте 1945 года беспрерывно наносил удары в районе Ратибор — Ернау, так 18 марта 1945 года нанёс удар по Обер-Глогау, 22 марта 1945 года уничтожал войска противника в районе Ратибора. В марте 1945 года перебазировался на аэродром Зендык, затем на аэродром Любен, откуда наносил удары по Бреслау. В апреле 1945 года перебазировался на аэродром Фридерсдорф.
В ходе Берлинской операции наносил в частности удар по трём стратегически важным переправам на реках и каналах в тридцати километрах восточнее Берлина, близ города Вендиш-Бухгольц, а затем наносил удары по Берлину.
С 6 мая 1945 года поддерживал советские войска в ходе Пражской операции, последние удары наносил в районе Дрездена.
Всего за время войны полк прошёл более 2 тысяч километров, сменив при этом 17 полевых аэродромов и совершив более 3000 боевых вылетов на бомбардировку вражеских войск.

## Подчинение
| Дата            | Фронт (округ)                                              | Армия               | Корпус                                  | Дивизия (бригада)                          | Примечания        |
| --------------- | ---------------------------------------------------------- | ------------------- | --------------------------------------- | ------------------------------------------ | ----------------- |
| 22.06.1941 года | Закавказский военный округ                                 | -                   | -                                       | -                                          | точных данных нет |
| 01.07.1941 года | Закавказский военный округ                                 | -                   | -                                       | -                                          | точных данных нет |
| 10.07.1941 года | Закавказский военный округ                                 | -                   | -                                       | -                                          | точных данных нет |
| 01.08.1941 года | Закавказский военный округ                                 | -                   | -                                       | -                                          | точных данных нет |
| 01.09.1941 года | Закавказский военный округ                                 | -                   | -                                       | -                                          | точных данных нет |
| 01.10.1941 года | Закавказский военный округ                                 | -                   | -                                       | -                                          | точных данных нет |
| 01.11.1941 года | -                                                          | -                   | -                                       | -                                          | точных данных нет |
| 01.12.1941 года | -                                                          | -                   | -                                       | -                                          | точных данных нет |
| 01.01.1942 года | Ленинградский фронт                                        | 54-я армия          | -                                       | -                                          | -                 |
| 01.02.1942 года | Ленинградский фронт                                        | 54-я армия          | -                                       | -                                          | -                 |
| 01.03.1942 года | Ленинградский фронт                                        | 54-я армия          | -                                       | -                                          | -                 |
| 01.04.1942 года | Ленинградский фронт                                        | 54-я армия          | -                                       | -                                          | -                 |
| 01.05.1942 года | Ленинградский фронт (Группа войск Волховского направления) | 54-я армия          | -                                       | -                                          | -                 |
| 01.06.1942 года | Ленинградский фронт (Волховская группа войск)              | 54-я армия          | -                                       | -                                          | -                 |
| 01.07.1942 года | Волховский фронт                                           | 54-я армия          | -                                       | -                                          | -                 |
| 01.08.1942 года | Волховский фронт                                           | 54-я армия          | -                                       | -                                          | -                 |
| 01.09.1942 года | Резерв Ставки ВГК                                          | -                   | -                                       | -                                          | -                 |
| 01.10.1942 года | Московский военный округ                                   | -                   | -                                       | -                                          | -                 |
| 01.11.1942 года | Московский военный округ                                   | -                   | -                                       | -                                          | -                 |
| 01.12.1942 года | Московский военный округ                                   | -                   | -                                       | -                                          | -                 |
| 01.01.1943 года | Московский военный округ                                   | -                   | -                                       | -                                          | -                 |
| 01.02.1943 года | Московский военный округ                                   | -                   | -                                       | -                                          | -                 |
| 01.03.1943 года | Резерв Ставки ВГК                                          | -                   | -                                       | -                                          | -                 |
| 01.04.1943 года | -                                                          | -                   | -                                       | -                                          | точных данных нет |
| 01.05.1943 года | -                                                          | -                   | -                                       | -                                          | точных данных нет |
| 01.06.1943 года | Резерв Ставки ВГК (Степной военный округ)                  | 5-я воздушная армия | 7-й смешанный авиационный корпус        | 202-я бомбардировочная авиационная дивизия | -                 |
| 01.07.1943 года | Резерв Ставки ВГК (Степной военный округ)                  | 5-я воздушная армия | 7-й смешанный авиационный корпус        | 202-я бомбардировочная авиационная дивизия | -                 |
| 01.08.1943 года | Воронежский фронт                                          | 2-я воздушная армия | -                                       | 202-я бомбардировочная авиационная дивизия | -                 |
| 01.09.1943 года | Воронежский фронт                                          | 2-я воздушная армия | -                                       | 202-я бомбардировочная авиационная дивизия | -                 |
| 01.10.1943 года | Воронежский фронт                                          | 2-я воздушная армия | -                                       | 202-я бомбардировочная авиационная дивизия | -                 |
| 01.11.1943 года | 1-й Украинский фронт                                       | 2-я воздушная армия | -                                       | 202-я бомбардировочная авиационная дивизия | -                 |
| 01.12.1943 года | 1-й Украинский фронт                                       | 2-я воздушная армия | -                                       | 202-я бомбардировочная авиационная дивизия | -                 |
| 01.01.1944 года | 1-й Украинский фронт                                       | 2-я воздушная армия | -                                       | 202-я бомбардировочная авиационная дивизия | -                 |
| 01.02.1944 года | 1-й Украинский фронт                                       | 2-я воздушная армия | -                                       | 202-я бомбардировочная авиационная дивизия | -                 |
| 01.03.1944 года | 1-й Украинский фронт                                       | 2-я воздушная армия | 4-й бомбардировочный авиационный корпус | 202-я бомбардировочная авиационная дивизия | -                 |
| 01.04.1944 года | 1-й Украинский фронт                                       | 2-я воздушная армия | 4-й бомбардировочный авиационный корпус | 202-я бомбардировочная авиационная дивизия | -                 |
| 01.05.1944 года | 1-й Украинский фронт                                       | 2-я воздушная армия | 4-й бомбардировочный авиационный корпус | 202-я бомбардировочная авиационная дивизия | -                 |
| 01.06.1944 года | 1-й Украинский фронт                                       | 2-я воздушная армия | 4-й бомбардировочный авиационный корпус | 202-я бомбардировочная авиационная дивизия | -                 |
| 01.07.1944 года | 1-й Украинский фронт                                       | 2-я воздушная армия | 4-й бомбардировочный авиационный корпус | 202-я бомбардировочная авиационная дивизия | -                 |
| 01.08.1944 года | 1-й Украинский фронт                                       | 2-я воздушная армия | 4-й бомбардировочный авиационный корпус | 202-я бомбардировочная авиационная дивизия | -                 |
| 01.09.1944 года | 1-й Украинский фронт                                       | 2-я воздушная армия | 4-й бомбардировочный авиационный корпус | 202-я бомбардировочная авиационная дивизия | -                 |
| 01.10.1944 года | Резерв Ставки ВГК                                          | 6-я воздушная армия | 4-й бомбардировочный авиационный корпус | 202-я бомбардировочная авиационная дивизия | -                 |
| 01.11.1944 года | Резерв Ставки ВГК                                          | -                   | 4-й бомбардировочный авиационный корпус | 202-я бомбардировочная авиационная дивизия | -                 |
| 01.12.1944 года | 1-й Украинский фронт                                       | 2-я воздушная армия | 4-й бомбардировочный авиационный корпус | 202-я бомбардировочная авиационная дивизия | -                 |
| 01.01.1945 года | 1-й Украинский фронт                                       | 2-я воздушная армия | 4-й бомбардировочный авиационный корпус | 202-я бомбардировочная авиационная дивизия | -                 |
| 01.02.1945 года | 1-й Украинский фронт                                       | 2-я воздушная армия | 4-й бомбардировочный авиационный корпус | 202-я бомбардировочная авиационная дивизия | -                 |
| 01.03.1945 года | 1-й Украинский фронт                                       | 2-я воздушная армия | 4-й бомбардировочный авиационный корпус | 202-я бомбардировочная авиационная дивизия | -                 |
| 01.04.1945 года | 1-й Украинский фронт                                       | 2-я воздушная армия | 4-й бомбардировочный авиационный корпус | 202-я бомбардировочная авиационная дивизия | -                 |
| 01.05.1945 года | 1-й Украинский фронт                                       | 2-я воздушная армия | 4-й бомбардировочный авиационный корпус | 202-я бомбардировочная авиационная дивизия | -                 |

## Командиры
- Антошкин, Иван Диомидович, майор, (1939—1940)
- Матрунчик, Иосиф Васильевич, капитан, (11.1941 — 08.1942)
- Котнов, Александр Владимирович, подполковник, (1945)

## Награды и наименования
| Награда                               | Дата       | За что получена |
| ------------------------------------- | ---------- | --- |
| Орден Красного Знамени                | 20.05.1940 | За выполнение боевых заданий командования на фронте борьбы с финской белогвардейщиной и проявленные при этом доблесть и мужество (под наименованием «18-й скоростной бомбардировочный авиационный полк») |
| «Краковский»                          | 19.02.1945 | |
| Орден Богдана Хмельницкого II степени | 4.06.1945  | За образцовое выполнение заданий командования в боях с немецкими захватчиками при овладении городом Бреславль (Бреслау) и проявленные при этом доблесть и мужество                                       |

## Отличившиеся воины полка
| Награда | Ф. И. О.                      | Должность           | Звание    | Дата награждения | Данные о вылетах | Примечания                                                                         |
| ------- | ----------------------------- | ------------------- | --------- | ---------------- | ---------------- | ---------------------------------------------------------------------------------- |
|         | Антошкин, Иван Диомидович     | командир полка      | майор     | 20.05.1940       | -                | погиб 02.05.1944                                                                   |
| -       | Кузьминых, Евгений Дмитриевич | командир звена      | лейтенант | -                | -                | 03.05.1945 в районе Котбуса, вместе со штурманом Ефимовым совершил огненный таран. |
|         | Матрунчик, Иосиф Васильевич   | командир эскадрильи | капитан   | 20.05.1940       | -                | погиб 09.05.1945                                                                   |